# Старий Мутабаш
Старий Мутаба́ш (рос. Старый Мутабаш, башк. Иҫке Мутабаш) — село у складі Аскінського району Башкортостану, Росія. Адміністративний центр Мутабашівської сільської ради.
Населення — 218 осіб (2010; 249 у 2002).
Національний склад:
- башкири — 96 %